# Parencentrum lutetiae
Parencentrum lutetiae är en hjuldjursart som först beskrevs av Harry K. Harring och Myers 1928.  Parencentrum lutetiae ingår i släktet Parencentrum och familjen Dicranophoridae. Inga underarter finns listade i Catalogue of Life.